# 三温台吉
三温台吉（?—?），孛儿只斤氏。汉文史籍或译作真相台吉、真相台台、宰生，16世纪蒙古右翼土默特部領主，俺答汗之孙，丙兔台吉的儿子。
他的部名为威兀慎（畏吾儿沁）。嘉靖三十八年（1559年），随祖俺答、父丙兔进入青海，赶走蒙古右翼异姓领主卜儿孩。俺答回到土默特后，丙兔、三温率部留居青海。隆庆五年（1571年），右翼蒙古和明朝达成通贡、互市、封职协议，在甘肃扁都口（在今甘肃省民乐县）与明朝互市。万历十五年（1587年），与丙兔率部渡黄河，移牧到今青海省贵南县的莽剌川。万历十七年（1589年），袭父职担任指挥同知。率军兵临西宁，和火落赤率部多次攻打明朝河州、临洮、渭源等地，被明朝将领尤继先、达云等击败，明朝经略使郑洛下令焚毁仰华寺。其子揣旦台吉。